# Batrachostomus poliolophus
Batrachostomus poliolophus là một loài chim trong họ Podargidae.